# Kredering
Kredering, av latinets creta (krita), eller kritgrund, är en gammal metod för att preparera träytor på exempelvis skulpturer, ramar eller möbler för att få bort ojämnheter och minska risken för oönskade färgskiftningar vid målning och inför förgyllning.
Krederingen består av animaliskt lim blandat med krita, alternativt gips. Kredering används således ofta synonymt med traditionell, limbaserad gesso.
Krederingen, eller gesson, är vid påläggningen ofta tunnflytande, som filmjölk, men används även i vissa fall i mer trög och närmast skulpterbar form. Krederingen kan även användas av konstnärer som grundering inför målning på pannåer av trä och på väggar för muralmålning. Ornamenterade tavelramar har ofta en grundstruktur som är snidad direkt i träet, och därefter har rammakaren byggt upp ytterligare detaljer, så kallad pastiglia, genom att gjuta eller måla flertaliga lager kredering ovanpå varandra för att skulptera ett detaljerat mönster eller bladverk, innan ramen därefter förgyllts med bladguld. På slitna eller trasiga äldre ramar kan man ibland se den kritliknande massan i sprickor eller vid avslagna hörn, där man kanske väntat sig att se trävirke.